# Cambio climático en Malaui

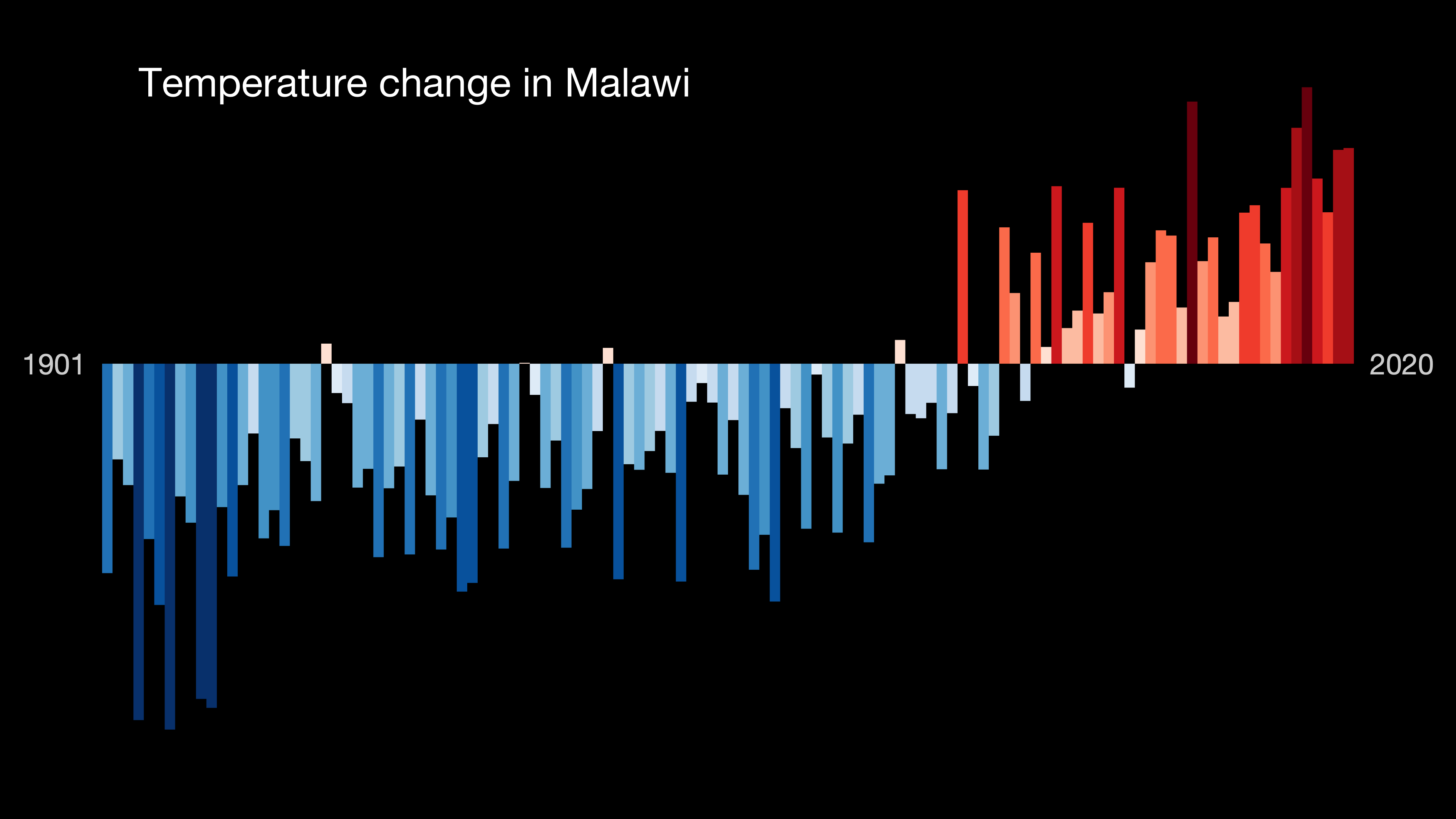
El calentamiento observado en Malawi entre 1901 y 2021.

Malawi es un país sin litoral situado en el sudeste de África a lo largo del brazo más meridional del sistema del valle del Rift de África Oriental, entre las latitudes 9°22' y 17°03' al sur del ecuador y las longitudes 33°40' y 35°55' al este del meridiano de Greenwich. Comparte fronteras con Tanzania al norte y noreste, Mozambique al suroeste, sur y este, y Zambia al oeste.  Malawi es muy vulnerable a los efectos del cambio climático, ya que la gran mayoría de sus habitantes dependen de una agricultura de secano en pequeña escala, lo que los hace altamente dependientes de los patrones climáticos.  El cambio climático agrava cada vez más las sequías, las inundaciones y las lluvias inconsistentes, lo que contribuye a la inseguridad alimentaria y amenaza con descarrilar el progreso hacia el objetivo de autosuficiencia de Malawi. 

## Emisiones de gases de efecto invernadero
Malawi emitió un total de 10,85 millones de toneladas métricas de dióxido de carbono equivalente (MtCO2e) en 2011, lo que representa apenas el 0,02 por ciento de las emisiones mundiales de gases de efecto invernadero (GEI).  El sector de cambio de uso de la tierra y forestal contribuyó con el 56 por ciento de las emisiones de GEI de Malawi, seguido por los sectores de agricultura, residuos y procesos industriales, que en conjunto contribuyeron con el 40 por ciento, el 2 por ciento y el 2 por ciento, respectivamente. Entre 1990 y 2011, las emisiones de GEI en Malawi experimentaron un aumento del 14 por ciento, mientras que el Producto Interno Bruto (PIB) del país experimentó un notable crecimiento del 126 por ciento durante el mismo período. Sin embargo, a pesar del crecimiento más rápido del PIB, la economía de Malawi emitió aproximadamente tres veces más GEI en relación con el PIB en comparación con el promedio mundial en 2011, lo que sugiere potencial de mejora.  Según el PNUD, Malawi tenía una participación del 0,04% en las emisiones globales de GEI, con una clasificación de 158 en el Índice de Vulnerabilidad Climática, 169 en el Índice de Desarrollo Humano y un objetivo de reducción de emisiones condicional del 51% para 2040 a julio de 2021. 
| Año  | Emisiones de CO2 fósiles (en toneladas) | Porcentaje de las emisiones de CO2 | Emisiones de CO2 per cápita | Población  | Pop change | Porcentaje de las emisiones mundiales de CO2 |
| 2016 | 1,815,598                               | 3.26%                              | 0.1                         | 17,405,624 | 2.76%      | 0.01%                                        |
| 2015 | 1,758,327                               | 0.15%                              | 0.1                         | 16,938,942 | 2.80%      | 0.00%                                        |
| 2014 | 1,755,703                               | 6.17%                              | 0.11                        | 16,477,966 | 2.83%      | 0.00%                                        |
| 2013 | 1,653,643                               | 3.51%                              | 0.1                         | 16,024,775 | 2.85%      | 0.00%                                        |
| 2012 | 1,597,618                               | 1.98%                              | 0.1                         | 15,581,251 | 2.87%      | 0.00%                                        |
| 2011 | 1,566,662                               | 2.30%                              | 0.1                         | 15,146,094 | 2.91%      | 0.00%                                        |
| 2010 | 1,531,406                               | 7.80%                              | 0.1                         | 14,718,422 | 2.93%      | 0.00%                                        |
| 2009 | 1,420,539                               | -0.91%                             | 0.1                         | 14,298,932 | 2.95%      | 0.00%                                        |
| 2008 | 1,433,560                               | 6.27%                              | 0.1                         | 13,889,423 | 2.92%      | 0.00%                                        |
| 2007 | 1,348,951                               | 5.73%                              | 0.1                         | 13,495,463 | 2.88%      | 0.00%                                        |
| 2006 | 1,275,876                               | 3.44%                              | 0.1                         | 13,118,307 | 2.84%      | 0.00%                                        |
| 2005 | 1,233,487                               | 3.23%                              | 0.1                         | 12,755,648 | 2.77%      | 0.00%                                        |
| 2004 | 1,194,937                               | 3.97%                              | 0.1                         | 12,411,342 | 2.68%      | 0.00%                                        |
| 2003 | 1,149,325                               | 1.77%                              | 0.1                         | 12,087,965 | 2.58%      | 0.00%                                        |
| 2002 | 1,129,387                               | 2.24%                              | 0.1                         | 11,784,498 | 2.48%      | 0.00%                                        |
| 2001 | 1,104,693                               | 5.90%                              | 0.1                         | 11,498,818 | 2.40%      | 0.00%                                        |
| 2000 | 1,043,156                               | -3.30%                             | 0.09                        | 11,229,387 | 2.33%      | 0.00%                                        |
| 1999 | 1,078,757                               | 5.87%                              | 0.1                         | 10,973,956 | 2.25%      | 0.00%                                        |
| 1998 | 1,018,990                               | -10.92%                            | 0.09                        | 10,732,456 | 2.09%      | 0.00%                                        |
| 1997 | 1,143,953                               | 18.66%                             | 0.11                        | 10,512,678 | 1.96%      | 0.00%                                        |
| 1996 | 964,064                                 | -0.68%                             | 0.09                        | 10,310,528 | 1.96%      | 0.00%                                        |
| 1995 | 970,671                                 | 4.91%                              | 0.1                         | 10,112,816 | -0.19%     | 0.00%                                        |
| 1994 | 925,247                                 | 18.76%                             | 0.09                        | 10,131,799 | -1.22%     | 0.00%                                        |
| 1993 | 779,070                                 | -0.77%                             | 0.08                        | 10,257,233 | 1.40%      | 0.00%                                        |
| 1992 | 785,137                                 | -0.12%                             | 0.08                        | 10,115,420 | 2.89%      | 0.00%                                        |
| 1991 | 786,057                                 | 19.29%                             | 0.08                        | 9,831,584  | 3.06%      | 0.00%                                        |
| 1990 | 658,919                                 | -8.82%                             | 0.07                        | 9,539,665  | 3.98%      | 0.00%                                        |
| 1989 | 722,640                                 | 6.61%                              | 0.08                        | 9,174,895  | 4.80%      | 0.00%                                        |
| 1988 | 677,845                                 | -2.54%                             | 0.08                        | 8,754,781  | 5.53%      | 0.00%                                        |
| 1987 | 695,483                                 | 25.12%                             | 0.08                        | 8,295,993  | 4.88%      | 0.00%                                        |
| 1986 | 555,847                                 | 3.79%                              | 0.07                        | 7,909,819  | 3.73%      | 0.00%                                        |
| 1985 | 535,545                                 | 6.30%                              | 0.07                        | 7,625,078  | 3.90%      | 0.00%                                        |
| 1984 | 503,812                                 | -4.74%                             | 0.07                        | 7,339,002  | 3.98%      | 0.00%                                        |
| 1983 | 528,893                                 | -10.57%                            | 0.07                        | 7,058,317  | 4.04%      | 0.00%                                        |
| 1982 | 591,389                                 | -7.92%                             | 0.09                        | 6,784,347  | 4.06%      | 0.00%                                        |
| 1981 | 642,266                                 | -3.60%                             | 0.1                         | 6,519,891  | 4.03%      | 0.00%                                        |
| 1980 | 666,247                                 | -6.64%                             | 0.11                        | 6,267,369  | 3.95%      | 0.00%                                        |
| 1979 | 713,649                                 | 13.63%                             | 0.12                        | 6,029,140  | 3.79%      | 0.00%                                        |
| 1978 | 628,052                                 | 14.78%                             | 0.11                        | 5,808,810  | 3.51%      | 0.00%                                        |
| 1977 | 547,192                                 | -0.11%                             | 0.1                         | 5,611,712  | 3.19%      | 0.00%                                        |
| 1976 | 547,811                                 | -5.55%                             | 0.1                         | 5,438,226  | 2.98%      | 0.00%                                        |
| 1975 | 580,029                                 | 13.90%                             | 0.11                        | 5,280,965  | 2.86%      | 0.00%                                        |
| 1974 | 509,239                                 | 3.53%                              | 0.1                         | 5,134,199  | 2.76%      | 0.00%                                        |
| 1973 | 491,868                                 | 3.90%                              | 0.1                         | 4,996,239  | 2.68%      | 0.00%                                        |
| 1972 | 473,413                                 | 0.41%                              | 0.1                         | 4,865,978  | 2.60%      | 0.00%                                        |
| 1971 | 471,501                                 | 0.54%                              | 0.1                         | 4,742,480  | 2.54%      | 0.00%                                        |

## Impacto sobre el medio ambiente natural

### Cambios de temperatura y clima
Malawi se ha enfrentado al cambio climático y la variabilidad climática en las últimas décadas, lo que ha dado lugar a una proliferación de crisis climáticas graves cuya frecuencia ha aumentado en las últimas décadas, dando lugar a una serie de crisis climáticas devastadoras que se han vuelto más frecuentes en los últimos años. Estos choques incluyen lluvias irregulares, sequías, períodos prolongados de clima seco y vientos fuertes. El cambio climático ha tenido un impacto en numerosos sectores de la economía, incluidos la agricultura, la salud, el agua, la energía, el transporte, la educación, el género, la silvicultura, la vida silvestre y la infraestructura. 
Malawi experimenta dos estaciones principales: la estación fría y seca, que ocurre entre mayo y octubre, con temperaturas promedio de aproximadamente 13 °C en junio y julio, y la estación cálida y húmeda, que tiene lugar de noviembre a abril, con temperaturas que oscilan entre los 30° y 35°. °C. Los niveles de precipitación varían según la altitud, y los fondos del valle del rift reciben aproximadamente 600 mm de lluvia al año y en las regiones montañosas se registran alrededor de 1600 Las variaciones locales en las precipitaciones están influenciadas por la intrincada topografía, lo que lleva a la desviación de los vientos cargados de humedad, lo que en última instancia causa precipitaciones y efectos de sombra de lluvia en diferentes terrenos.  

### Impacto sobre los recursos hídricos
Los fenómenos meteorológicos son cada vez más frecuentes y devastadores en el país, siendo ejemplos notables las grandes inundaciones de 2015 y el ciclón Idai en 2019. Malawi se enfrenta actualmente a una mayor escorrentía superficial debido a la intensificación de las precipitaciones, lo que da lugar a una menor percolación y retención de agua en los suministros de aguas subterráneas y en los cuerpos de agua superficiales. En muchas regiones del país ya se está observando un descenso del nivel freático, y algunos ríos perennes se están transformando en ríos estacionales. La zona sur, en particular, presenta puntos críticos diferenciados de perturbaciones climáticas atribuidas a la disminución de las precipitaciones anuales y la evapotranspiración. 

### Impacto en las personas

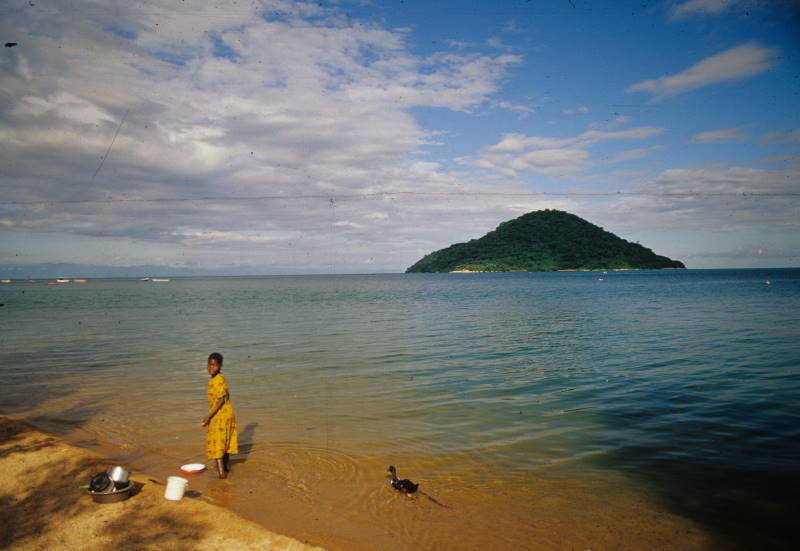
MW Lago Malawi

Las sequías y las inundaciones, los más graves de estos peligros, han mostrado un aumento en frecuencia, intensidad y magnitud en las últimas dos décadas, lo que ha llevado a graves consecuencias para la seguridad alimentaria y del agua, la calidad del agua, los recursos energéticos y los medios de vida sostenibles de las comunidades rurales. Entre 1979 y 2008, un total de 2.596 personas perdieron la vida debido a desastres naturales y casi 21,7 millones de personas más sufrieron efectos adversos. Las inundaciones y las sequías son la principal causa de la inseguridad alimentaria crónica, que sigue estando muy extendida en varias regiones del país. 

### Impactos económicos
El cambio climático provoca una mayor variabilidad en el rendimiento de los cultivos, lo que repercute en la productividad agrícola, un sector vital para la economía de Malawi.  El mayor riesgo de inundaciones supone una amenaza importante para la infraestructura vial de Malawi, lo que genera problemas de transporte y conectividad.  El Banco Mundial advierte que, en ausencia de un desarrollo económico informado por el clima, el cambio climático podría potencialmente disminuir el PIB de Malawi entre un 3 y un 9 por ciento para 2030, entre un 6 y un 20 por ciento para 2040 y entre un 8 y un 16 por ciento para 2050. 

### Agricultura y ganadería

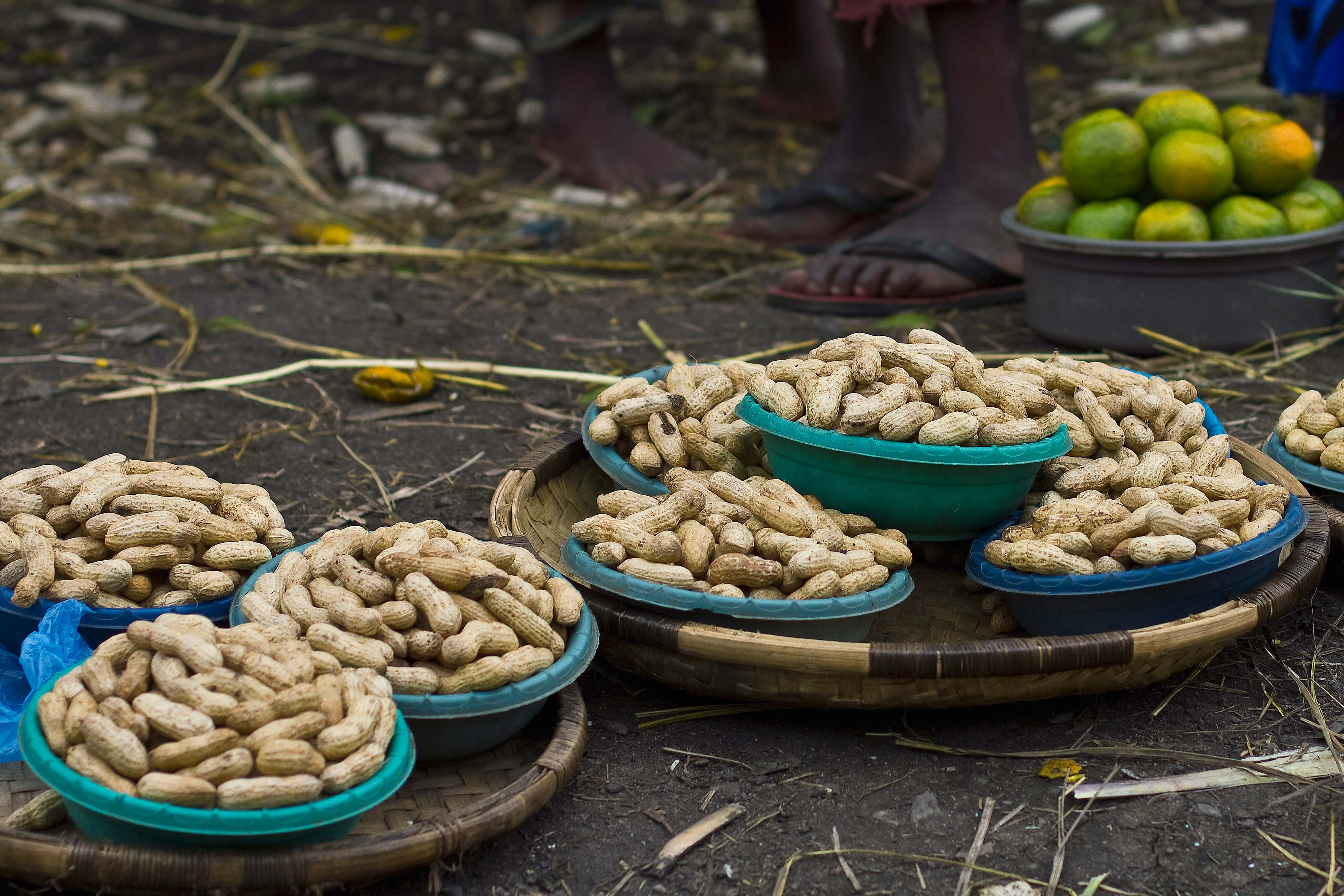
Mercado de cacahuetes en la carretera, Malawi.

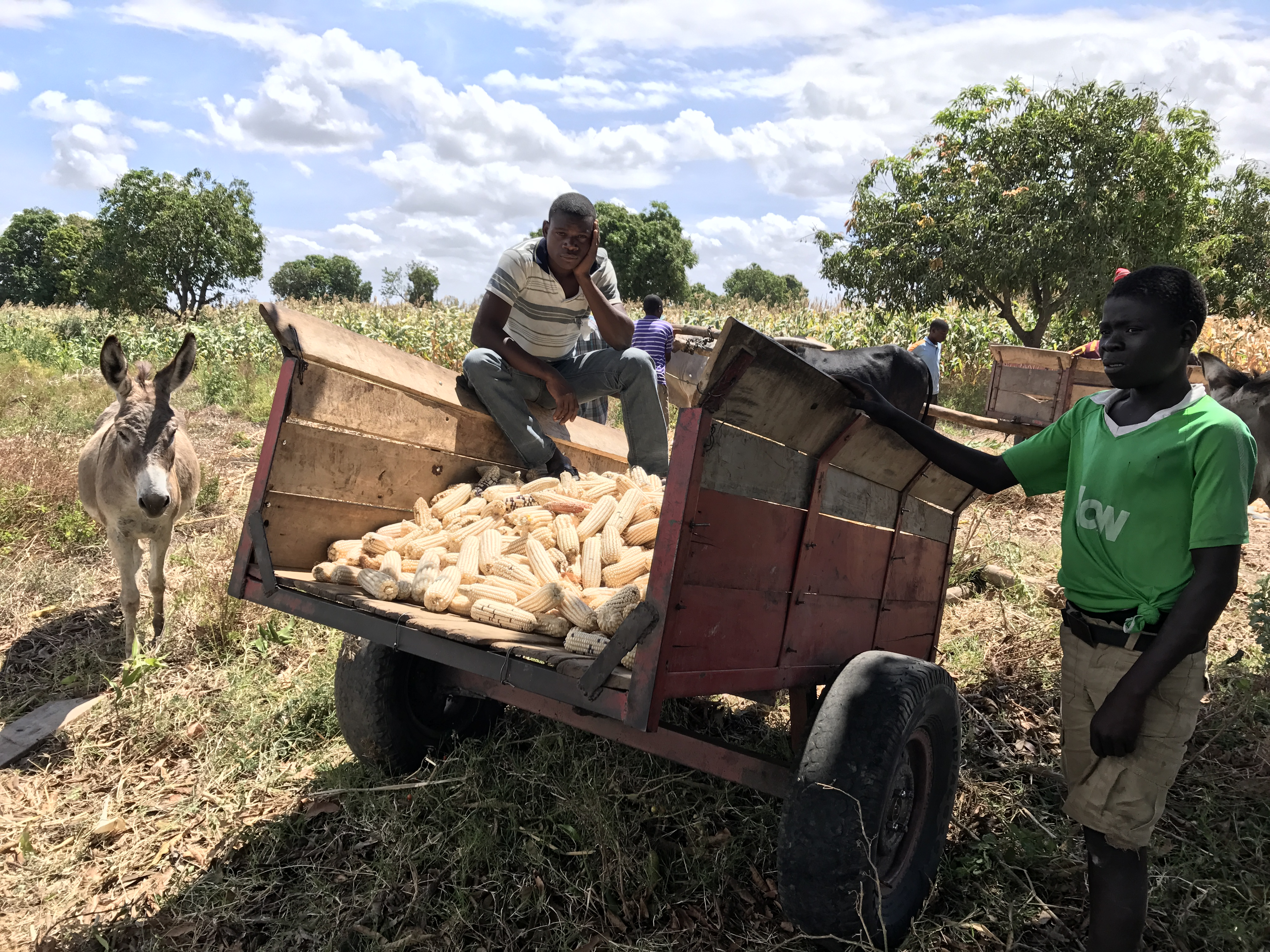
Cosecha en Chikhwawa Malawi.

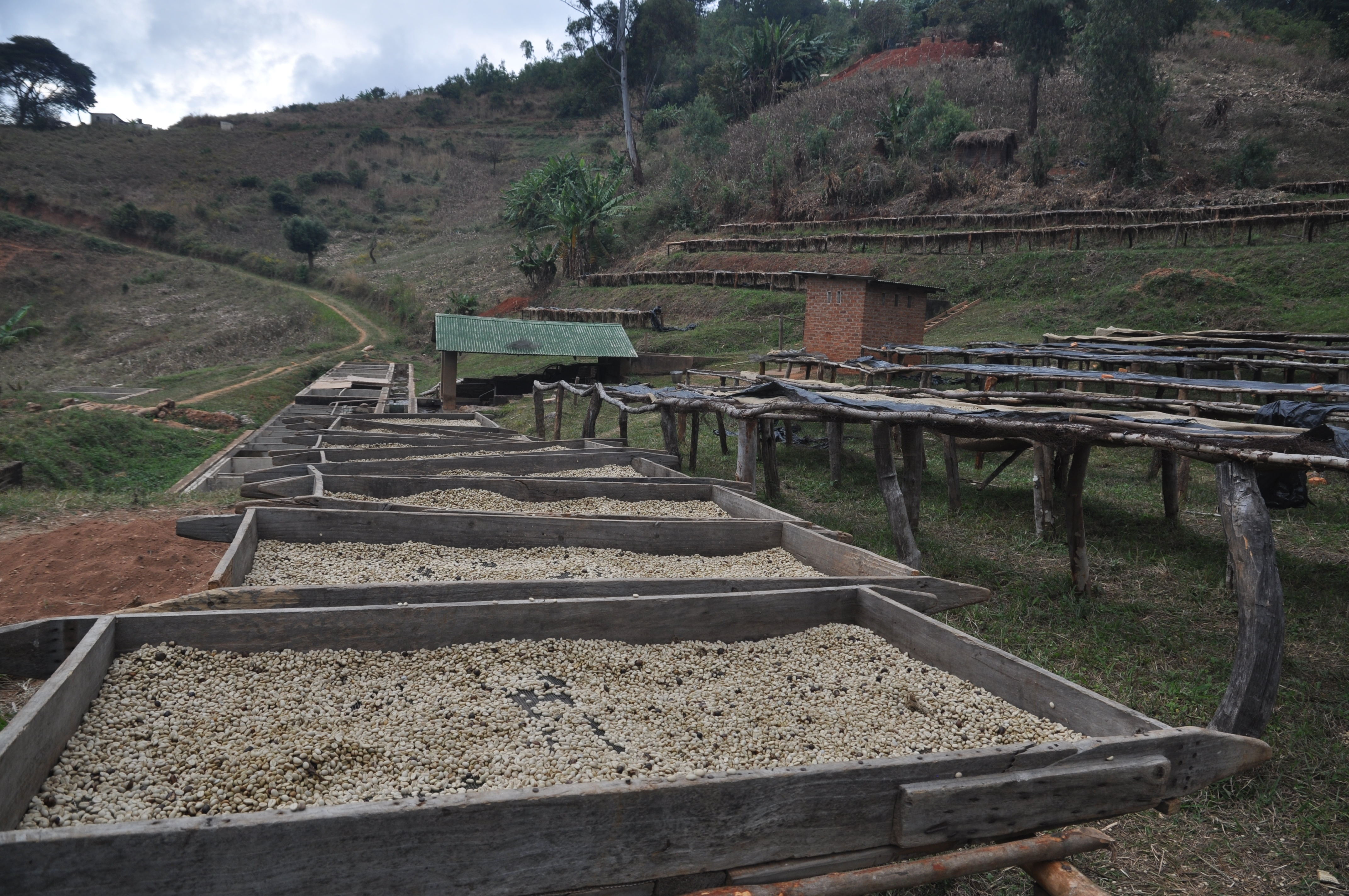
Caffè en essicazione (Malaui).

La sequía y las fuertes lluvias plantean desafíos para Malawi, alterando las prácticas agrícolas convencionales y representando una amenaza para el rendimiento de los cultivos.  Como respuesta, las familias de agricultores están implementando medidas de adaptación para enfrentar el cambio climático, enfatizando la importancia de la resiliencia en el sector agrícola.  Tanto las sequías como las inundaciones tienen el potencial de devastar los cultivos y el suelo, lo que a su vez pone en peligro las cosechas de los agricultores y la sostenibilidad agrícola.  El aumento de las temperaturas contribuye a incrementar la evapotranspiración y disminuir la humedad del suelo, lo que tiene un impacto perjudicial en el cultivo de maíz y la seguridad alimentaria.  Las proyecciones del cambio climático indican que habrá cambios en la idoneidad de los cultivos, lo que afectará tanto a los cultivos básicos como a los comerciales en Malawi. Además, Malawi está siendo testigo de un aumento en la frecuencia e intensidad de los fenómenos relacionados con el clima, lo que agrava aún más el impacto en el sector agrícola.  El cambio climático produce una reducción en la disponibilidad de alimentos y forrajes, lo que repercute en los recursos nutricionales del ganado.  Las alteraciones en los patrones de temperatura y precipitación dan lugar a escasez de agua, afectando así la disponibilidad de agua para el ganado. El aumento de las temperaturas contribuye al estrés térmico en el ganado, lo que afecta su salud y productividad.  El cambio climático influye en la prevalencia de enfermedades del ganado, lo que plantea desafíos adicionales para la salud animal. En Malawi, el cambio climático supone una amenaza importante para la seguridad alimentaria, lo que obliga a las familias de agricultores a adaptar sus métodos de producción para mitigar los efectos del cambio climático. 

## Mitigación y adaptaciones
En 2013, Malawi redactó una Política Nacional de Cambio Climático destinada a orientar las acciones para reducir la vulnerabilidad al cambio climático tanto de los seres humanos como de los ecosistemas. La política se centra en la adaptación y la mitigación, la transferencia de tecnología y el desarrollo de capacidades. En materia de mitigación, Malawi se ha comprometido a mejorar el uso de la tierra, implementar una agricultura climáticamente inteligente, promover la energía renovable, utilizar el Mecanismo de Desarrollo Limpio y los mercados voluntarios de carbono, así como implementar REDD+. 